# ロタール・シュペート

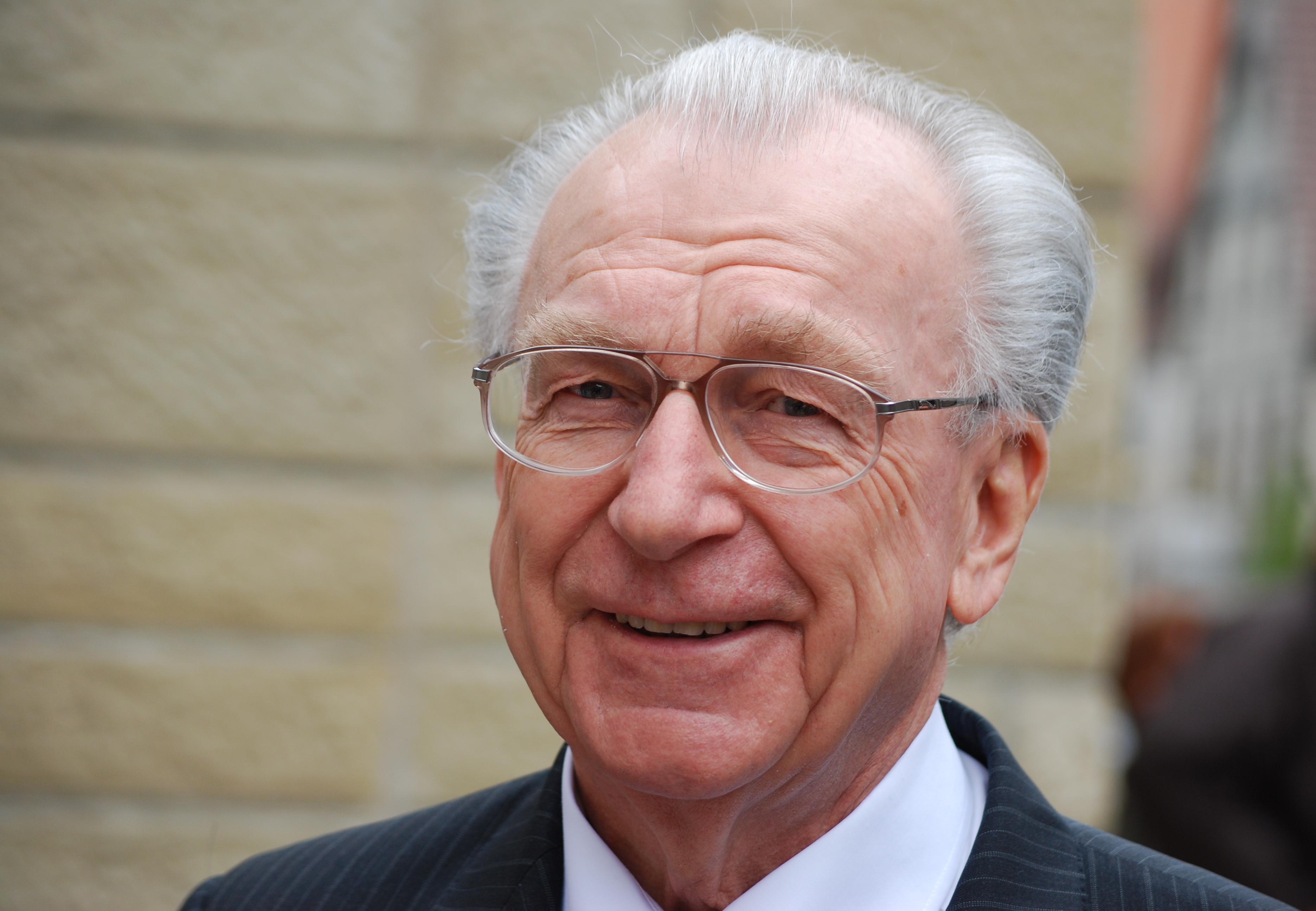
シュペート（2011年）

ロタール・シュペート（Lothar Späth、1937年11月16日 - 2016年3月18日）は、ドイツの政治家、実業家。キリスト教民主同盟（CDU）所属。1978年から1991年までバーデン＝ヴュルテンベルク州首相、CDUバーデン＝ヴュルテンベルク州議長を務めた。1984年から1985年には連邦参議院議長を務めた。

## 経歴
現在のバーデン＝ヴュルテンベルク州ジグマリンゲン出身。シュトゥットガルト行政学院で学んだ後、1965年からビーティッヒハイム市参事となり財政担当。1967年、同市市長に選出される。1968年、バーデン＝ヴュルテンベルク州議会議員に初当選。1972年には早くも同州のドイツキリスト教民主同盟（CDU）の州議会議員団長に就任。1978年、ハンス・フィルビンガー州首相により州の内相に任命される。
しかし同年、ハンス・フィルビンガー州首相がナチスの法務士官だった過去が明らかになり辞任に追い込まれると、シュトゥットガルト市長だったマンフレート・ロンメル（エルヴィン・ロンメル元帥の息子）と後継の座を争い、党の州議会議員による投票で勝利したシュペートが8月30日に第5代州首相に就任した。同時に党の州代表に就任。1981年から1989年までは党の連邦副代表も務めた。また持ち回り順により1984年から1年間、連邦参議院議長を務めている。
シュペートは1980年、84年、88年と三度の選挙に勝ちぬき、経済振興に努めて評価された。しかし1990年に企業の金で休暇をしていた疑惑が持ち上がり、翌1991年1月31日に州首相を辞任。同年7月31日には州議会議員も辞任して政界を引退した。ただし2002年の連邦議会選挙の際は、CDU・CSU連合の首相候補エドムント・シュトイバーにより「影の内閣」の経済相に擬せられたこともある。
シュペートは企業家でもあり、1970年からは住宅会社の経営陣に入り、1977年まで複数の建設会社の代表取締役または監査役を務めた。州首相辞任後の1991年6月からはカール・ツァイス社の後継企業である光子工学企業、イエナオプティックの取締役に就任。30000人いた従業員を8年で5000人にまで減らす人員削減を断行し、1998年に同社を株式上場させ、代表取締役に就任した。2003年に同社取締役を辞任したが、これは勇退によるものか、あるいは株式上場に伴う損失を隠すために辞任したのかは議論が分かれている。
一方で1996年から東テューリンゲン、ゲーラの産業取引組合の会長。2005年から投資銀行メリル・リンチ社のドイツ・オーストリア支社代表取締役。またその系列出版社の監査役を務め、2007年からは別の投資コンサルティング会社の監査役を務めた。
晩年は認知症の症状を発症し、シュツットガルトの老人ホームで療養していたが、2016年3月18日に死去した。

## 表彰・人物
1992年9月から、テューリンゲン州とザクセン・アンハルト州のノルウェー王国名誉総領事。またイェーナ大学でメディア学名誉教授。2006年、ウルム大学より名誉博士号。イェーナ市名誉市民、ウルム市名誉市民。
1997年から2001年まで、ドイツのニュース専門テレビ局n-tvで、「シュペート・アム・アーベント」（Späth am Abend）の司会を務めた。「シュペート・アム・アーベント」は、「夜遅く」を意味するSpät am Abendと案内役のシュペートの姓をしゃれたものである。
夫人との間に一男一女。